# 屬盡
属尽是指汉朝皇帝後代的皇室成員因為和在任的皇帝關係過於疏远而喪失宗室資格，也不再擁有宗室的特權，也就是必須服兵役和徭役。
汉朝的宗室有自己的属籍，但經過幾代繁衍生息後，他们的後代從玄孫開始不再擁有屬籍，也就是不再具有宗室身份。具體來說，一般劉姓侯的玄孫的下一代開始就不再有宗室身份。

## 歷史
東漢時期的漢光武帝建武7年（31年），東漢在西漢制度的基礎上除了讓宗室免服兵役和徭役外，還讓属尽者也享受此類特權。然而这项措施只是一项临时優惠措施，後來被光武帝被废除，不過在漢順帝永和六年（141年），朝廷下令免除了屬盡者的貸款債務。在刘邦建立汉朝的300多年后，有相当数量的刘氏皇族成員被从宗室的名簿中剔除，龐大的人口債務被免除，這導致地方州郡的不滿。州郡反對朝廷的優惠政策，但屬盡者要求堅決實施。在漢桓帝延熹元年（158年）宗正向朝廷上書後，漢桓帝在延熹二年（159年）下詔恢复屬盡的免除徭役和兵役權，並讓他們和宗室一樣免除繳納更賦、算賦和雑税。
山田勝芳指出，后来成为蜀汉皇帝的刘备就是此類優惠政策的受益者。刘备是中山靖王刘胜的儿子陸城侯刘貞的后代。劉貞在漢武帝元鼎5年（公元前112年）就因酎金失侯。因此劉備在他生活的年代肯定是屬於屬盡者。